# Antiquarium
Pour les articles homonymes, voir Antiquarium (homonymie).

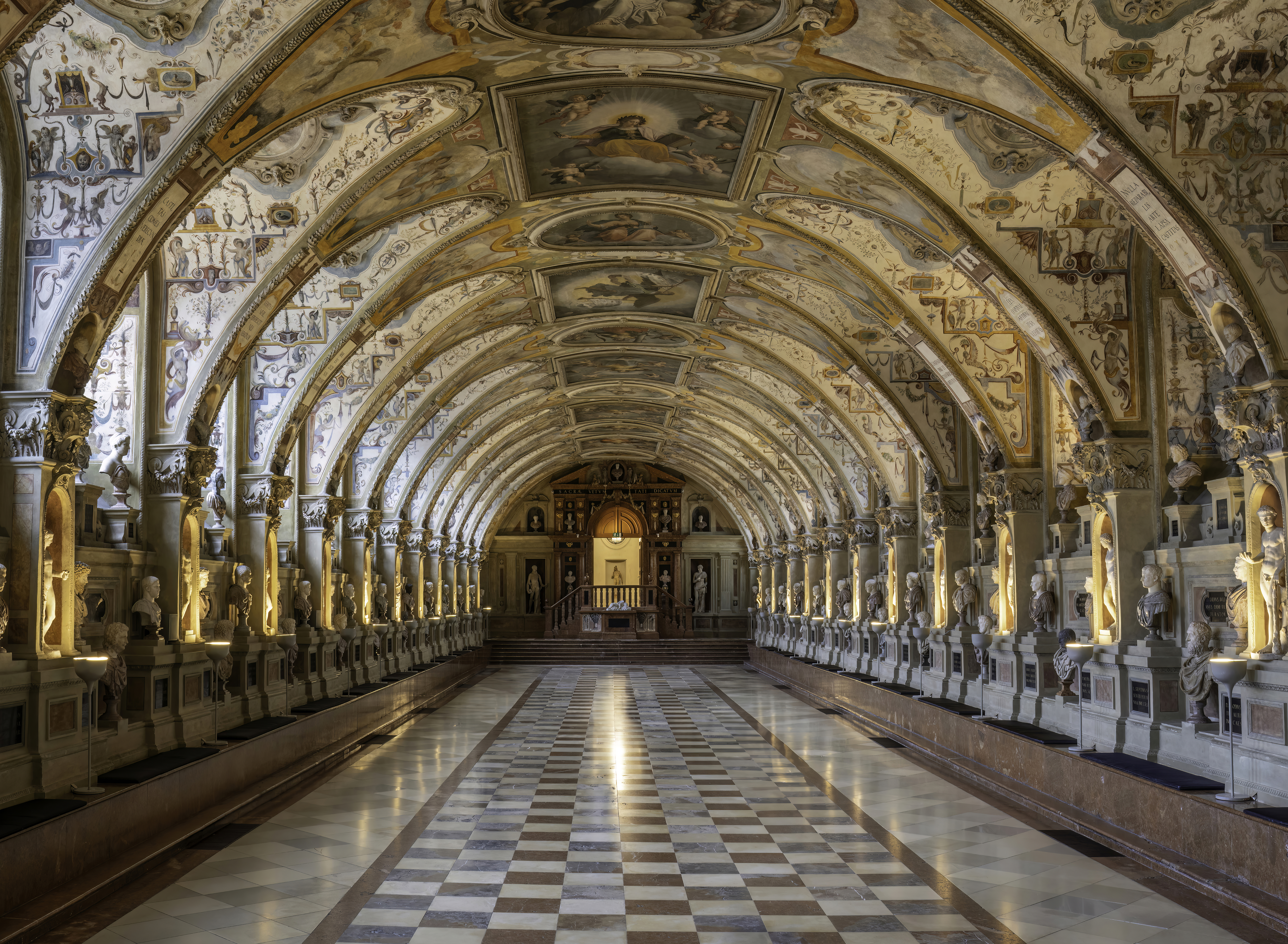
Antiquarium de la résidence de Munich.

Un antiquarium désigne, notamment en Italie, un petit musée local, géré soit par un inspecteur de la surintendance archéologique de la région, soit par la commune directement chargée de la conservation. Nombreuses dans le sud de l'Italie, ces petites structures muséales recèlent, sans prétention mais avec parfois beaucoup de pertinence dans la muséographie, un patrimoine local souvent riche, lié aux fouilles archéologiques menées dans le secteur.